# Michael Maestlin
Michael Maestlin (alemany: Michael Mästlin)  (Göppingen, 30 de setembre de 1550 - Tübingen, 20 d'octubre de 1631 ↔ 30 d'octubre de 1631) va ser un astrònom i matemàtic alemany professor de la Universitat de Tübingen a començaments del segle xvii. Va ser el professor de Johannes Kepler.

## Vida
Maestlin a ingressar a la Universitat de Tübingen el 1569 com estudiant becat pel sistema escolar del duc de Württemberg, on va estudiar matemàtiques. En obtenir el seu magister artium va romandre a la Universitat, primer estudiant teologia i després com a professor ajudant (tutor) de matemàtiques. El 1575 va donar classes d'astronomia i geometria mentre el seu mestre, Phillip Apian, era fora de la universitat.
Entre 1577 i 1580 va ser diaca de l'església de Backnang, ciutat propera al seu lloc de naixement. A Backnang es va casar amb Margarete Gruuninger, que va morir en el part del seu sisè fill. El novembre de 1580 va ser nomenat professor de matemàtiques a la Universitat de Heidelberg on va romandre fins al 1584, en què va retornar a la Universitat de Tübingen, on romandria fins a la seva mort.

## Obra
La primera publicació de Maestlin va ser un comentari sobre la nova de 1572 que ell mateix va observar quan era estudiant a Tübingen. Les seves observacions el van portar a contradir la cosmologia aristotèlica, ja que, contra l'afirmació d'Aristòtil de la completa perfecció i immobilitat de l'esfera suprallunar, va concloure que la nova havia aparegut precisament en aquesta esfera. Similars raonaments es troben en els seus tractats sobre els cometes de 1577-78 i 1580, basant-se en acurades mesures de la seva paral·laxi i utilitzant explícitament la teoria heliocèntrica de Copernic. També va escriure altres tractats no publicats sobre la nova de 1604 i el cometa de 1618-19.
El 1582 va publicar per primera vegada el seu llibre Epitome Astronomiae a Heidelberg del qual se'n publicaran sis edicions posteriors a Tübingen entre 1588 i 1624. El llibre és un manual pels estudiants d'astronomia de la universitat; dividit en quatre parts i en el que, tot i mencionar Copèrnic, no defensa la teoria heliocèntrica. D'acord amb el contingut d'aquesta obra i algunes disputationes existents, es pot concloure que l'ensenyament de Maestlin era el convencional (Ptolemaic i geocèntric), potser donant indicacions que podia haver-hi altres punts de vista (heliocentrisme).
El 1596, quan el seu deixeble Kepler publica el Mysterium cosmographicum, Maestlin col·labora amb un apèndix i un comentari de la Narratio Prima de Rheticus en els que defensa la teoria copernicana, basant-se en la paral·laxi de Mart quan està en oposició i l'absurda velocitat de gir que hauria de tenir l'esfera de les estrelles fixes.